# Stora Skeppundstjärnen
Stora Skeppundstjärnen är en sjö i Hagfors kommun i Värmland och ingår i Göta älvs huvudavrinningsområde. Sjön är 8 meter djup, har en yta på 0,206 kvadratkilometer och befinner sig 185 meter över havet.